# Bruno Larraín Aguirre
Don Bruno de Larraín y Aguirre (Santiago-La Serena en 1868), fue un aristócrata, político y abogado chileno del siglo XIX. 

## Biografía
Nació en Santiago y fue bautizado en la iglesia de Santa Ana el 6 de octubre de 1803. Falleció en La Serena en 1868. Hijo de los Ilmos. Sres. Marqueses de Montepío, Don Martín José de Larraín y Salas y Doña Josefa de Aguirre y Boza Andía-Irarrázabal, IV Marquesa de Montepío y Señora del Mayorazgo Aguirre en Santiago. Hermano del político liberal Don Vicente de Larraín y Aguirre y del héroe militar Juan de Dios de Larraín y Aguirre.
Contrajo matrimonio con Doña Carmen de la Barra y Tagle, con quien tuvo 5 hijos Larraín de la Barra, y descendencia Larraín Encina, Larraín Herrera, De la Cerda Larraín y Encina Larraín.
Se recibió de abogado en el Instituto Nacional, en enero de 1825. Participó y firmó la Constitución Política de la República de Chile, promulgada en 8 de agosto de 1828, siendo secretario de la Cámara de Diputados. Posteriormente ejerció su profesión en la capital.
Militante del Partido Liberal, fue elegido Diputado por Chiloé en 1849, reelegido en 1852. Integró la Comisión permanente de Legislación y Justicia.
En 1856 fue consejero de Estado y secretario de la intendencia de Santiago.
Volvió al Congreso en 1864 como diputado por Petorca y por San Felipe en 1867. Esta vez perteneció a la Comisión permanente de Gobierno.